# Файнберг, Стив
Стив Файнберг (англ. Stephen Andrew Feinberg; род. 29 марта 1960, Нью-Йорк, США) — американский бизнесмен и инвестор, занимающийся управлением хедж-фондами и частными инвестициями. Он является соучредителем и главным исполнительным директором (CEO) Cerberus Capital Management. По состоянию на июль 2024 года его чистый капитал составлял 4,8 млрд долларов США. В 2017 году Cerberus также владел DynCorp, который является крупным подрядчиком по национальной безопасности правительства США, взимающим миллиарды за зарубежную военную и полицейскую подготовку. 11 мая 2018 года президент США Дональд Трамп назначил Файнберга главой Консультативного совета президента по разведке. 23 декабря 2024 года Трамп заявил, что Файнберг будет его кандидатом на пост заместителя министра обороны США.

## Биография

### Ранняя жизнь и образование
Файнберг родился в еврейской семье и вырос в Бронксе, Нью-Йорк. Когда ему было восемь лет, его семья переехала в Спринг-Вэлли, Нью-Йорк, пригород Нью-Йорка. Его отец был продавцом стали. Он получил степень бакалавра в области политики в Принстонском университете в 1982 году, защитив 94-страничную дипломную работу под названием «Политика проституции и легализации наркотиков». Будучи студентом Принстона, Файнберг был капитаном теннисной команды и присоединился к Корпусу подготовки офицеров запаса.

### Профессиональная карьера
После окончания колледжа Файнберг работал трейдером в Drexel Burnham в 1982 году, а затем в Gruntal & Co.
В 1992 году в возрасте 32 лет Файнберг стал соучредителем Cerberus Capital Management совместно с Уильямом Л. Рихтером и управлял 10 миллионами долларов; к 2024 году активы под управлением вырастут до более чем 60 миллиардов долларов. В 1999 году фирма наняла бывшего вице-президента Дэна Куэйла на должность председателя Cerberus Global Investment. В 2006 году фирма наняла бывшего министра финансов США Джона Сноу, который является председателем Cerberus.
В мае 2011 года Файнберг заявил, что, по его мнению, ценные бумаги, обеспеченные ипотекой на жилье, могут представлять «реальную возможность для постоянных инвестиций в течение довольно длительного периода времени» и что существуют возможности покупки активов у европейских банков.
Файнберг сказал о зарплате, которую получал он и другие руководители частного капитала: «В целом, я думаю, что всем нам в этом бизнесе платят слишком много. Это почти стыдно». Он также отметил в комментариях, сделанных в 2011 году, что меньшие размеры фондов прямых инвестиций могут быть лучше для доходов инвесторов: «Если ваша цель — максимизировать доход, а не активы под управлением, я думаю, вы можете быть наиболее эффективны с большой инфраструктурой компании и немного меньшим размером фонда».

### Политическая деятельность
Файнберг является крупным спонсором республиканцев. В 2016 году он входил в Экономический консультативный совет Трампа во время президентской кампании Дональда Трампа, пожертвовал около 1,5 млн долларов США комитетам политических действий в поддержку Трампа и был одним из организаторов благотворительного ужина для Национального комитета Республиканской партии и Трампа стоимостью 50 000 долларов США на человека вместе с другими финансистами. В феврале 2017 года New York Times сообщила, что президент Трамп назначит Файнбергу роль в Белом доме, чтобы он возглавил проверку американских разведывательных агентств.
11 мая 2018 года президент США Дональд Трамп назначил Файнберга главой Консультативного совета по разведке президента.
Вместе со своей супругой Файнберг пожертвовал 715 600 долларов США на президентскую кампанию Дональда Трампа 2020 года.
Он является членом Делового совета в Вашингтоне, округ Колумбия, ассоциации генеральных директоров ряда компаний, которые встречаются несколько раз в год для обсуждения политики на высоком уровне.

#### Заместитель министра обороны США
В декабре 2024 года новый президент Дональд Трамп предложил назначить Файнберга заместителем министра обороны, сообщает репортер The Washington Post. Трамп подтвердил это 22 декабря.

## Личные данные
Сообщается, что Файнберг заработал 50 миллионов долларов в 2004 году. Он делит время между своими домами в Верхнем Ист-Сайде на Манхэттене и Гринвичем, штат Коннектикут, со своей женой Гизелой (урожденной Санчес).